# Человек и лев (басня)
«Человек и лев» или «Лев и статуя» — одна из басен Эзопа, занесённая в индекс Перри под номером 284.
Человек и лев, прогуливаясь вместе, спорят о том, кто из них главнее. В качестве доказательства своего превосходства человек указывает на статую льва, покорённого человеком. В древнегреческой версии этой истории лев возражает, что если бы львы умели резать по камню, они показали бы себя победителями, выводя таким образом мораль о том, что честность важнее хвастовства.
Испанский филолог-эллинист Франсиско Родригес Адрадос причислил эту басню к тем классическим диалогам, где хвастовство логически опровергается, и привёл в качестве примера доэзоповскую аналогичную историю, в которой героями выступают прогуливающиеся лиса и обезьяна. Обезьяна указывает на могилы людей как на могилы своих предков, а лиса отвечает, что ей легко лгать о тех, кто не может возразить. Адрадос указал на замечание древнегреческого философа Ксенофана о том, что «…если бы быки, лошади и львы имели руки и могли бы ими рисовать и создавать произведения [искусства] подобно людям, то лошади изображали бы богов похожими на лошадей, быки же — похожими на быков и придавали бы [им] тела такого рода, каков телесный образ у них самих, [каждые по-своему]».
Адрадос прослеживает историю о человеке и льве до её переложения в «эллинистическом сборнике сокращённых басен, которые во II веке обрели прозаическую форму благодаря труду неизвестного автора. Позднее эта прозаическая форма была в той или иной степени видоизменена в ряде вариаций». Соответствующую морали басни реплику приводит в своих «Изречениях спартанцев» Плутарх: «Кто-то, рассматривая картину, где были нарисованы афиняне, убивающие спартанцев, воскликнул: „Однако эти афиняне храбрецы!“ Спартанец, перебив его, добавил: „На картине“».
В иных версиях этой басни так же высмеиваются самодовольные заявления. Там, где у Афтония лев отказывается принять статую в качестве доказательства, узнав, что она была сделана человеком, в поздней латинской версии Адемара Шабанна лев ведёт человека в амфитеатр, чтобы показать, что происходит в действительности. В версии Уильяма Кекстона лев бросается на человека, чтобы доказать свою точку зрения. Джефферис Тейлор отмечал в конце своего «Эзопа в рифмах» (1828), то, что львы не умеют создавать статуи, является истинным доказательством их неполноценности.
В Средние века в некоторых версиях этой басни статуя заменялась картиной, что отобразилось в варианте Жана де Лафонтена «Лев, сражённый Человеком» (фр. Le lion abattu par l’homme). По его сюжету, лев проходящий мимо зрителей, восхищающихся сценой охоты на картине, возражает им, что если бы львы могли рисовать, то картина была бы совершенно другой. Гюстав Доре изобразил поклонников статуи в художественной галерее, бросившихся прочь от обращённого к ним льва. Жан Гранвиль изобразил льва с кистью и палитрой, пишущего свою версию превосходства льва над человеком. В комиксе Бенжамена Рабье рисунок с группой восхищённых зрителей, рассматривающей картину с охотой на льва, соседствует с рисунком, где изображён лев в пустыне, пишущий свою собственную картину, где уже лев побеждает человека.